# Edward Whymper
Edward Whymper (født 27. april 1840, død 16. september 1911) var en engelsk bjergbestiger og opdagelsesrejsende. Han er bedst kendt for, som den første, at bestige Matterhorn den 14. juli 1865, efter seks forgæves forsøg. Under nedstigningen omkom fire af syv deltagere i gruppen, hvilket kom til at præge Whymper resten af livet i negativ retning, blandt andet alkoholmisbrug, som dog ikke berørte hans fysiske formåen, som kan illustreres ved en spadseretur han foretog, 62 år gammel. Han gik fra Edinburgh til London med en tung rygsæk, på syv dage, gennemsnitlig 88 km om dagen.
Whymper blev født i London som søn af en kunstner. Han stod i lære som træskærer (xylograf). I 1860 blev han af sin forlægger sendt til Alperne for at tegne alpemotiver samt hjemsende reportager. Et af objekterne var tegninger og reportager om bjergbestigeren, professor T. G. Bonneys forsøg på at bestige Mont Pelvoux; det lykkedes ikke for professoren og hans gruppe.
Whymper blev grebet af Alperne, og de følgende fem år foretog han en række førstebestigninger, blandt andre af det omtalte Mont Pelvoux, som man den gang antog for at være det højeste bjerg i Dauphiné-Alperne. Alpeområderne var dårligt kortlagt, men i løbet af årene fik Whymper kortlagt områderne med stor nøjagtighed; blandt andre konstaterede han, at et nabobjerg til Mont Pelvoux var højere. Senere blev nævnte bjerg døbt Pointe des Ecrins, som indtil Frankrigs anneksion af Savoyen, hvorved Mont Blanc kom til at tilhøre Frankrig, var det højeste bjerg i Frankrig. Op til den tid var Whympers bestigning i 1864 af Mont Blanc nok den mest spektakulære opstigning, der var foretaget.
Årene mellem 1861 og 1865 gik med mange ekspeditioner i Mont Blanc-massivet og de Penninske Alper. I den periode besteg Whymper, som den første, Aiguille Verte.
Professor John Tyndall og Whymper var i løbende kappestrid om, som den første, at nå toppen af Matterhorn over den sydvestlige eller italienske kam. Whymper, som på dette tidspunkt allerede havde mislykkedes seks gange, var nu fast besluttet på at prøve den østlige væg, selv om denne væg set fra Zermatt virkede uhyggelig stejl og umulig for bestigning. Whymper mente at dette var en optisk illusion. Hans forsøg med at bestige Matterhorn fra østsiden blev en succes, han nåede toppen den 14. juli 1865.  Under nedstigningen fra Matterhorn mistede en i hans følge fodfæstet, ramte en anden, som trak yderligere to personer med sig i døden. Fordi rebet, de var bundet sammen med, gik over, reddede Whymper og to førere livet. I dag er deres rute den normale.
Hans forsøg på at bestige Matterhorn er beskrevet i hans bog fra 1871, Scrambles amongst the Alps.
Whymper var leder af en ekspedition til Grønland i 1867. Udforskningen i Grønland resulterede blandt andet i indsamlingen af fossile planter, som blev beskrevet af professor Oswald Heer (1809-1883) og senere opbevaret i et engelsk museum. Whympers rapport blev udgivet af British Association i 1869. På en senere ekspedition til Grønland i 1872 blev der lagt vægt på undersøgelser af den grønlandske kystlinje.
Whympers næste ekspedition gik til Ecuador med det særlige formål at studere højdesyge samt effekterne af lavt tryk på det menneskelige legeme. I 1880 foretog Whymper to bestigninger af Mount Chimborazo, en udslukt vulkan på 6.310 meter (førstegangsbestigning). Whymper foretog førstegangsbestigninger af omkring ti af de højeste bjerge i Andesbjergene i Ecuador. I 1892 udgav han resultaterne fra sin rejse i bogen Travels amongst the Great Andes of the Equator.
Whympers observationer af højdesyge konkluderede, at årsagen var reduktion af det atmosfæriske tryk i to sammenhænge, nemlig
1. det nedsatte volumen luft som kan inhaleres, og
2. forårsager luft og gas i kroppen til at udvide sig med påfølgende højt tryk på de indre organer.

Virkningen forårsaget af (2) kan være midlertidig, da en trykudligning formodentlig finder sted mellem det indre og det ydre.
Udgivelsen blev godkendt af Royal Geographical Society ved tildeling af Patron's medal. Whympers erfaringer fra Sydamerika viste blandt andre at der opstod væsentlige fejl ved aflæsning af et aneroidbarometer i store højder. På grundlag af undersøgelserne udgav han bogen How to Use the Aneroid Barometer, hvilket bevirkede væsentlige ændringer i konstruktionen af disse apparater. Senere udgav han to rejsebøger om henholdsvis Zermatt og Chamonix.
I begyndelsen af 1900-tallet besøgte Whymper de canadiske Rocky Mountains flere gange og indgik en aftale med Canadian Pacific Railway (CPR) til at markedsføre CPR og Rocky Mountains under sine foredrag i Europa og Asien, mod til gengæld at få dækket transportomkostninger samt lønninger til fire guider under sit ophold i Canada. I 1901 førstegangsbesteg Whymper og hans fire guider Mount Whymper og Stanley Peak i området omkring Vermillion-passet.
Den 16. september 1911 døde Whymper i en alder af 71 år, kort efter han havde været på klatretur i Alperne Han er begravet i Chamonix i Frankrig.